# Ophiomyia boulderensis
Ophiomyia boulderensis är en tvåvingeart som beskrevs av Spencer 1986. Ophiomyia boulderensis ingår i släktet Ophiomyia och familjen minerarflugor.
Artens utbredningsområde är Colorado. Inga underarter finns listade i Catalogue of Life.